# ميتشيل سبنسر
ميتشيل سبنسر (8 مارس 1993 في المملكة المتحدة - ) (بالإنجليزية: Mitchell Spencer)‏ هو لاعب كريكت بريطاني.

## وصلات خارجية
- ميتشيل سبنسر على موقع إي آس بي آن كريك إنفو (الإنجليزية)